# Борниш (Њамц)
Борниш (рум. Borniș) насеље је у Румунији у округу Њамц у општини Драгомирешти. Oпштина се налази на надморској висини од 363 m.

## Становништво
Према подацима из 2002. године у насељу је живело 166 становника, од којих су сви румунске националности.